# Аміт Галеві
Аміт Галеві (івр. עמית הלוי; нар. 5 червня 1971 року, 12 Сіван 5731) — ізраїльський політик, який був членом Кнесету від партії «Лікуд» і представником Єрусалимського округу в русі. Він заснував Політичний коледж і очолював його 13 років.

## Біографія
Галеві народився 5 червня 1971 року в Хайфі, другим сином Шем-Това (івр. שם-טוב) та Офри Галеві (івр. עפרה הלוי). Він є представником десятим поколінням в країні з боку матері, чия родина (Поруш) іммігрувала до Єрусалиму на очатку 19 століття. Його дід іммігрував до Палестини в 1930-х роках з Ізміру, Туреччина.
Галеві навчався у єшиві «Явне» в Хайфі, був видатним гравцем молодіжної баскетбольної команди Гапоеля. Пізніше близько десяти років навчався в єшиві Мерказ Гарав, служив в ЦАГАЛі у 7-й бригаді танкового корпусу.
У 1990-х роках він був ключовим активістом протестних рухів проти виходу з Голанських висот і угод в Осло. Його перша державна робота була між 2000 і 2002 роками, коли він брав участь у абсорбції іммігрантів зі Сполучених Штатів на Голанських Голанах від імені Міністерства житлового будівництва. Пізніше він був прийнятий до Check Point в Тель-Авіві і працював там керівником команди програмного забезпечення.
У 2001 році він одружився і переїхав до Неґогота на півдні Хевронських гір. Він був партнером у створенні нового мікрорайону на західному пагорбі поселення і керував там навчальним закладом. Пізніше сім'я переїхала до Єрусалиму з шістьма дітьми.
Галеві має ступінь бакалавра історії та політології в Університеті Бар-Ілан і ступінь магістра державної політики в Єврейському університеті .

## Політичний коледж
Після переїзду до Кедумім (Самарія) Галеві та його партнер доктор Асаф Малах заснували «Політичний коледж» (який спочатку називався «Коледжем єврейської політики та стратегічного мислення») як інтелектуальний заклад, заснований на єврейській сіоністській думці для підготовки державних і громадських діячів, «з історичною свідомістю, глибиною думки і великодушністю». Через три роки коледж переїхав до Єрусалиму, де зарекомендував себе як школа громадського лідерства. За роки навчання в коледжі Галеві він опублікував численні статті та відредагував декілька підручників для різних курсів коледжу.

## Політична діяльність
Галеві був обраний у 2002 році членом Центру «Лікуд» та членом Секретаріату «Лікуду». У 2017 році він був запрошений міністром культури і спорту Мірі Реґев на посаду керівника апарату міністерства і обіймав цю посаду близько двох років.
Напередодні виборів у квітні 2019 року він брав участь у позачергових виборах партії «Лікуд» від Єрусалимського округу. Галеві виграв з великим відривом і посів 36-е місце в списку «Лікуд» на 21-й Кнесет. Лікуд отримав 35 місць, тож Галеві не був обраний до Кнесету. 1 травня 2019 року Галеві подав до суду звернення щодо результатів виборів, згідно з яким були порушення підрахунку голосів і голоси необхідно додати до «Лікуду», але Кнесет був розпущений до того, як суд вирішив це звернення. Під час судового процесу Галеві висунув серйозні звинувачення щодо поведінки Центральної виборчої комісії, очолюваної суддею Верховного суду Хананом Мельцером. Апеляцію було відхилено через два роки, у квітні 2021 року.
На 22-х виборах у Кнесет і на 23-х виборах до Кнесету він був поміщений на 39-е місце в списку Лікуду, і в обох випадках не був обраний до Кнесету. 30 липня 2020 року він увійшов до 23-го кнесету з виходом у відставку Аміра Охани в рамках «норвезького закону». Одночасно він є членом ради директорів Єврейського національного фонду.

## Виноски
1. ↑  https://main.knesset.gov.il/mk/Pages/MKPositions.aspx?MKID=1044 — Кнесет.
2. ↑  עמנ (י-ם) 3136-05-19 עמית הלוי נ' יו"ר ועדת הבחירות המרכזית לכנסת ה-21 חנן מלצר ואחרים
3. ↑  Шаблон:סרוגים